# Požeginja
Požeginja este un sat din comuna Bijelo Polje, Muntenegru. Conform datelor de la recensământul din 2003, localitatea are 66 de locuitori (la recensământul din 1991 erau 101 locuitori).

## Demografie
În satul Požeginja locuiesc 52 de persoane adulte, iar vârsta medie a populației este de 38,8 de ani (39,7 la bărbați și 38,0 la femei). În localitate sunt 18 gospodării, iar numărul mediu de membri în gospodărie este de 3,67.
Această localitate este populată majoritar de sârbi (conform recensământului din 2003).
|  |

| Demografie | Demografie | Demografie |
| An         | Locuitori  | Locuitori  |
| ---------- | ---------- | ---------- |
|            |            |            |
|            |            |            |
|            |            |            |
|            |            |            |
| 1948       | 171        |            |
| 1953       | 201        |            |
| 1961       | 219        |            |
| 1971       | 222        |            |
| 1981       | 187        |            |
| 1991       | 101        | 101        |
| 2003       | 66         | 66         |

| \| Componența etnică conform recensământului din 2003[2] \| Componența etnică conform recensământului din 2003[2] \| Componența etnică conform recensământului din 2003[2] \| Componența etnică conform recensământului din 2003[2] \| Componența etnică conform recensământului din 2003[2] \| \| ----------------------------------------------------- \| ----------------------------------------------------- \| ----------------------------------------------------- \| ----------------------------------------------------- \| ----------------------------------------------------- \| \| \| \| \| \| \| \| Sârbi \| Sârbi \| \| 61 \| 92,42% \| \| Muntenegreni \| Muntenegreni \| \| 3 \| 4,54% \| \| necunoscută \| necunoscută \| \| 0 \| 0% \| |              |  |    |        |
| Componența etnică conform recensământului din 2003 |              |  |    |        |
| |              |  |    |        |
| Sârbi | Sârbi        |  | 61 | 92,42% |
| Muntenegreni | Muntenegreni |  | 3  | 4,54%  |
| necunoscută | necunoscută  |  | 0  | 0%     |